# Markuskirche (Stockholm)
Die Markuskirche (schwedisch Markuskyrkan) ist eine Kirche in Björkhagen im Stadtteil Skarpnäck, südlich von Stockholm. Der Kirchenbau aus den 1960er Jahren wurde bekannt durch seinen konsequent durchgeführten brutalistischen Architekturstil des Architekten Sigurd Lewerentz.

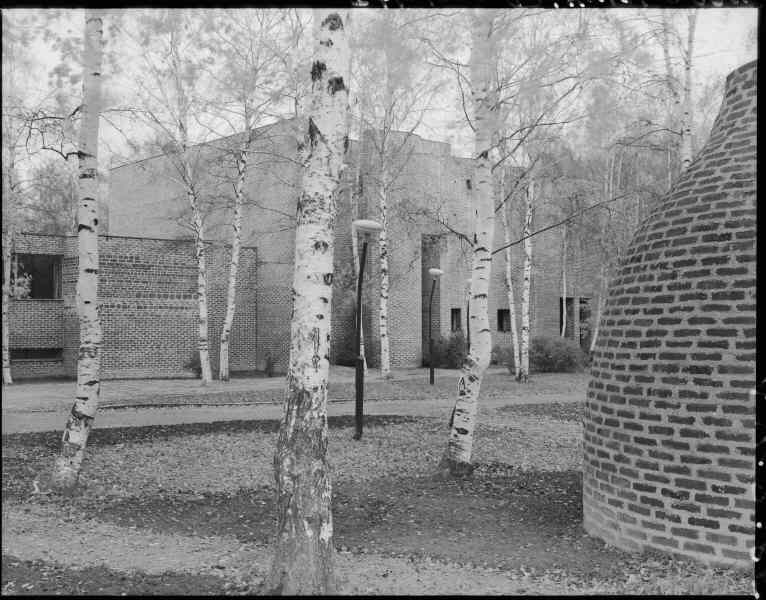
Schwarz weiss Aufnahme

## Der Wettbewerb
Nach einem Architektenwettbewerb, der 1955 ausgeschrieben wurde und bei dem u. a. auch Peter Celsing und Sigurd Lewerentz teilnahmen, bekam Lewerentz den Zuschlag. Lewerentz hatte sich schon seit den 1920er Jahren einen Namen gemacht, durch seine baulichen Beiträge zum Waldfriedhof in Stockholm (Skogskyrkogården), der heute Weltkulturerbe ist.

## Die „Bauhütte“
Im Jahr 1958 begannen die Bauarbeiten. Das Projekt entwickelte sich zu einer, für moderne Zeiten ungewöhnlichen, Arbeitsform zwischen dem Architekten und den Bauarbeitern, besonders den Maurern. Durch Lewerentz ständiger Gegenwart am Bauplatz entstand eine Art Bauhütte mit gegenseitigen hohem Respekt und Vertrauen der Beteiligten. In dieser Bauhütte entstanden einige Anekdoten, die auch illustrierten, dass Lewerentz sehr klare und strenge Auffassungen hatte. Ein Fliesenleger meinte, wenn er es so mache, wie Lewerentz es wolle, „würde er es nicht gerade bekommen“, worauf Lewerentz antwortete: „Gerade hin, gerade her, warum muss immer alles gerade sein? Es soll hübsch sein, egal ob’s krumm ist“. Mit einem Klempner hatte er folgenden Wortwechsel. Der Klempner: „Kann ich es so machen, wie ich es immer mache?“ Lewerentz: „Nein, das Eine weiß ich. Das ist das Einzige, das du nicht machen sollst.“

## Die Architektur
In der Markuskirche führte Lewerentz konsequent seinen brutalistischen Architekturstil durch. Das Erscheinungsbild der Fassaden und des Innenraumes wird von rotem, grobem Backstein und breiten, ungedrückten Putzfugen bestimmt. Man sucht vergeblich nach Deckleisten, Sockelleisten und Türzargen. Die elektrischen Leitungen liegen bewusst sichtbar auf dem Mauerwerk und bilden so ein eigenes architektonisches Ausdrucksmittel. Die Isolierglasscheiben der Fenster sind ohne Rahmen  direkt, nur mit dauerelastischem Kitt, in die Maueröffnungen gesetzt. Die Malerarbeiten sind äußerst sparsam, Naturmaterial wie Backstein, Klinkerplatten und Balken aus Brettschichtholz bestimmen die Farben.
Die künstlerischen Ausschmückungen, wie Taufbecken, Altarschmuck, Kirchsilber und Leuchter, sind vom Künstlerpaar Barbro und Robert Nielsson gestaltet worden. Von Robert Nielsson stammte auch die Bronsfontaine, „Lotusblume“, am Spiegeldamm vor dem Haupteingang.
Die Bauzeit betrug fünf Jahre, von 1958 bis 1963. Schon während der Bauzeit weckte die Kirche in Schweden und international große Aufmerksamkeit. 1962 wurde Sigurd Lewerentz mit Schwedens vornehmsten Architekturpreis, dem Kasper-Salin-Preis, für die Markuskirche geehrt.

## Bildergalerie

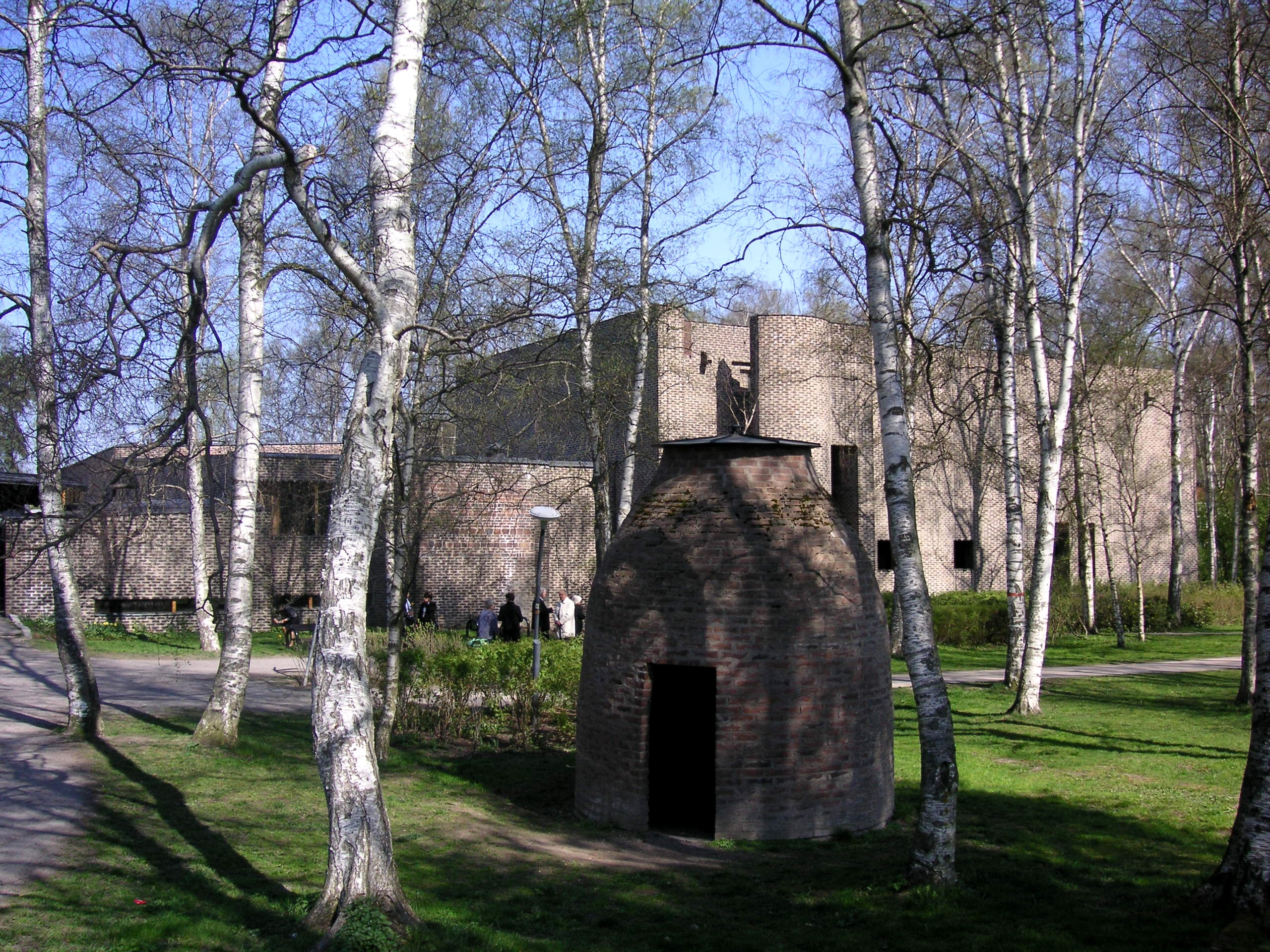
Die Eingangsseite
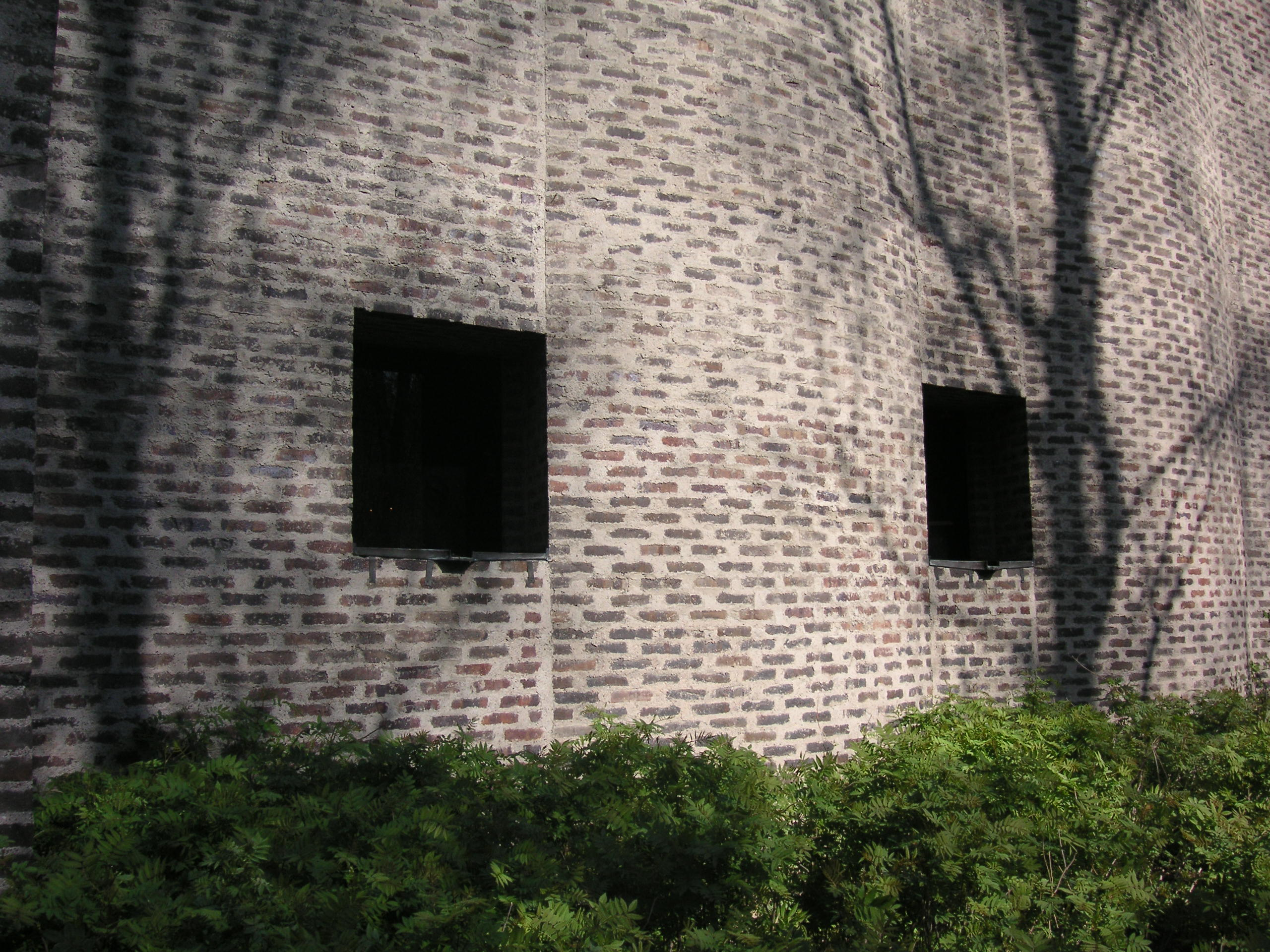
Ein Fensterdetail
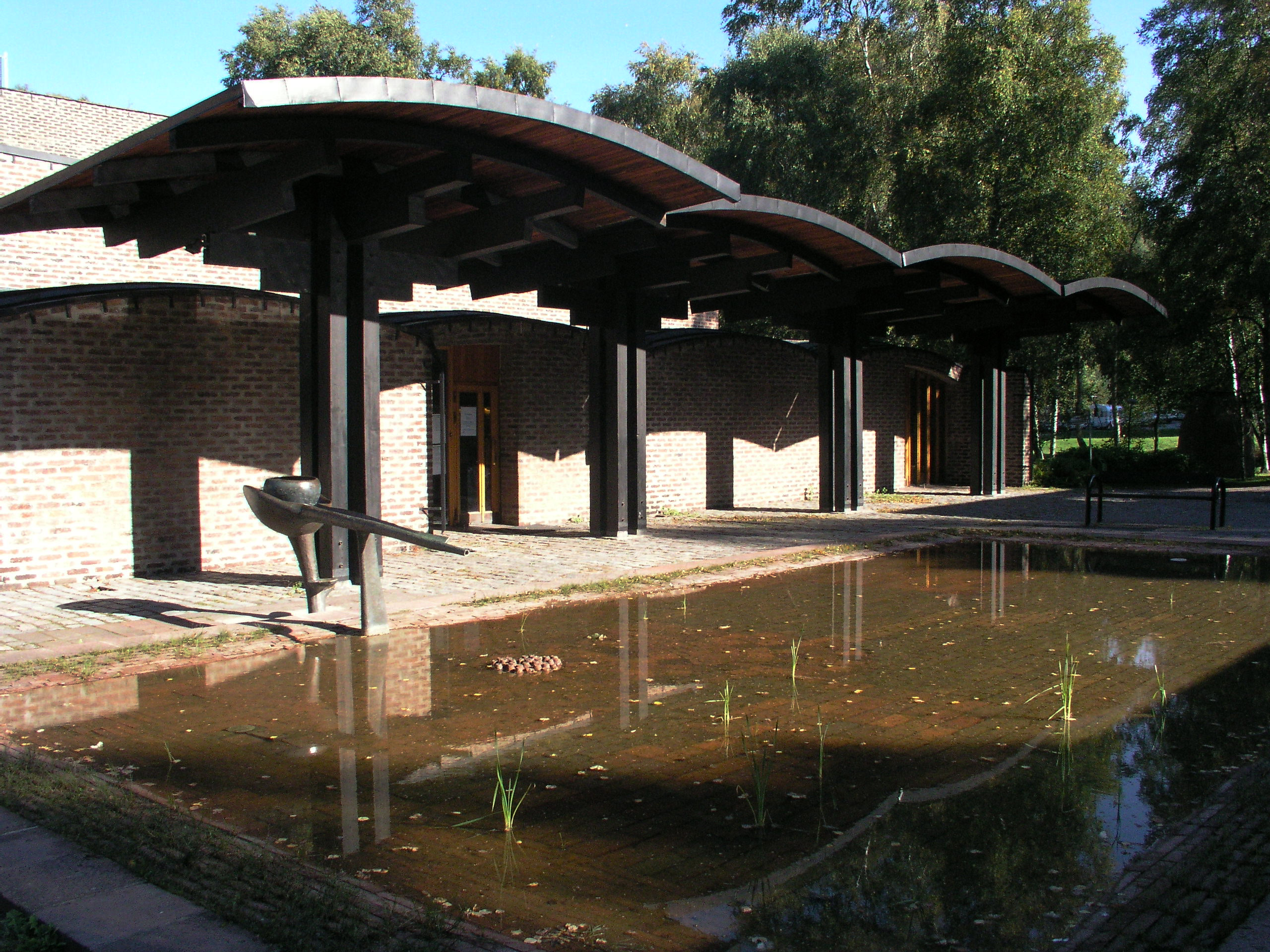
Der Spiegeldamm mit Lotusblume
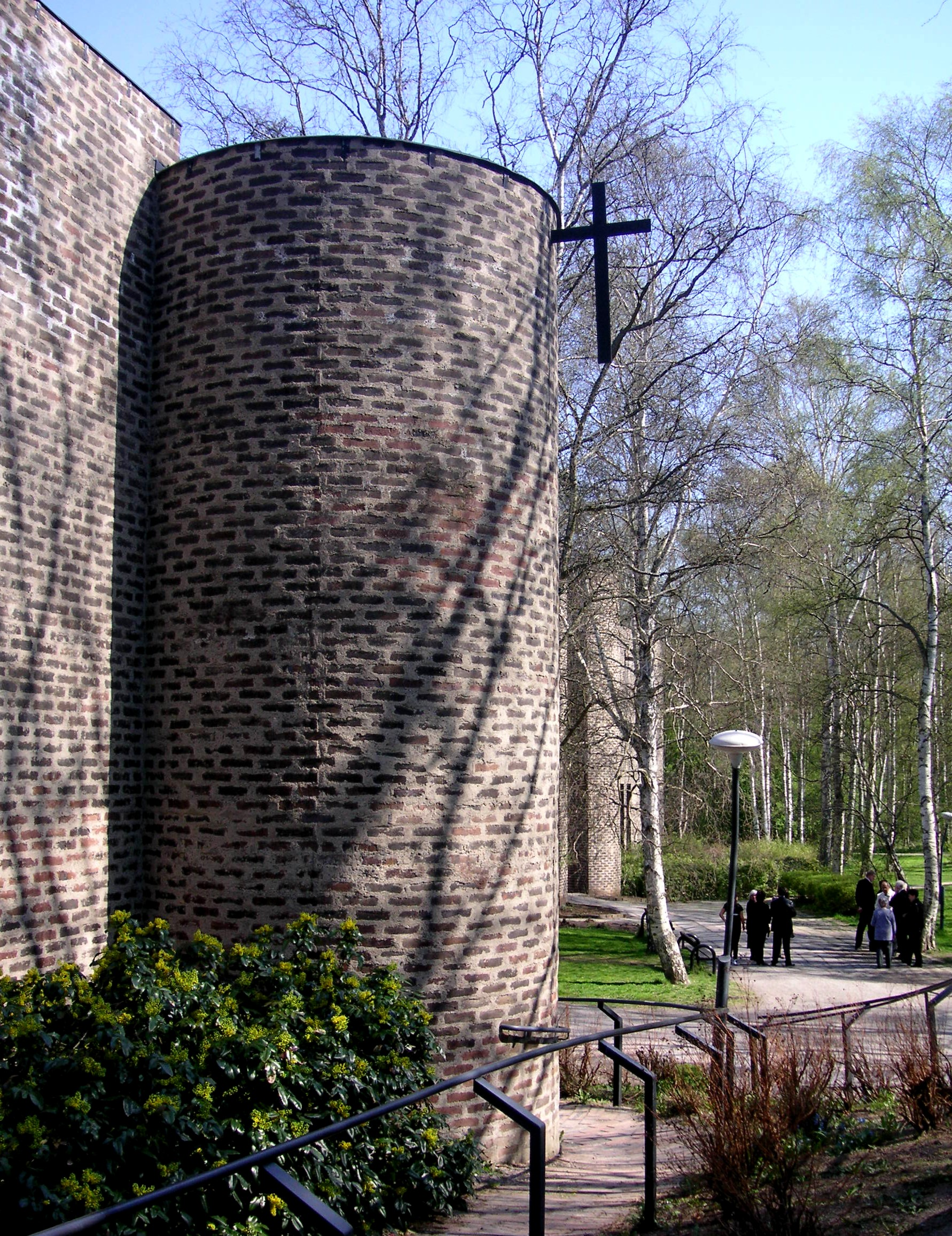
Der Glockenturm
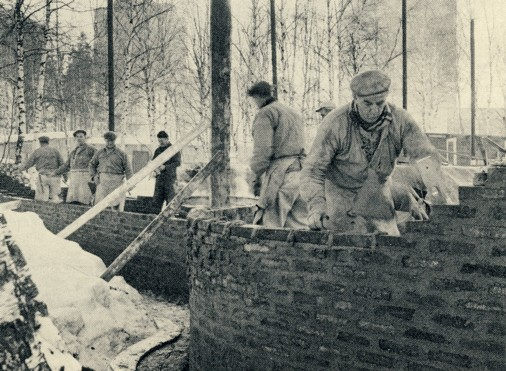
Maurerarbeit, 1960
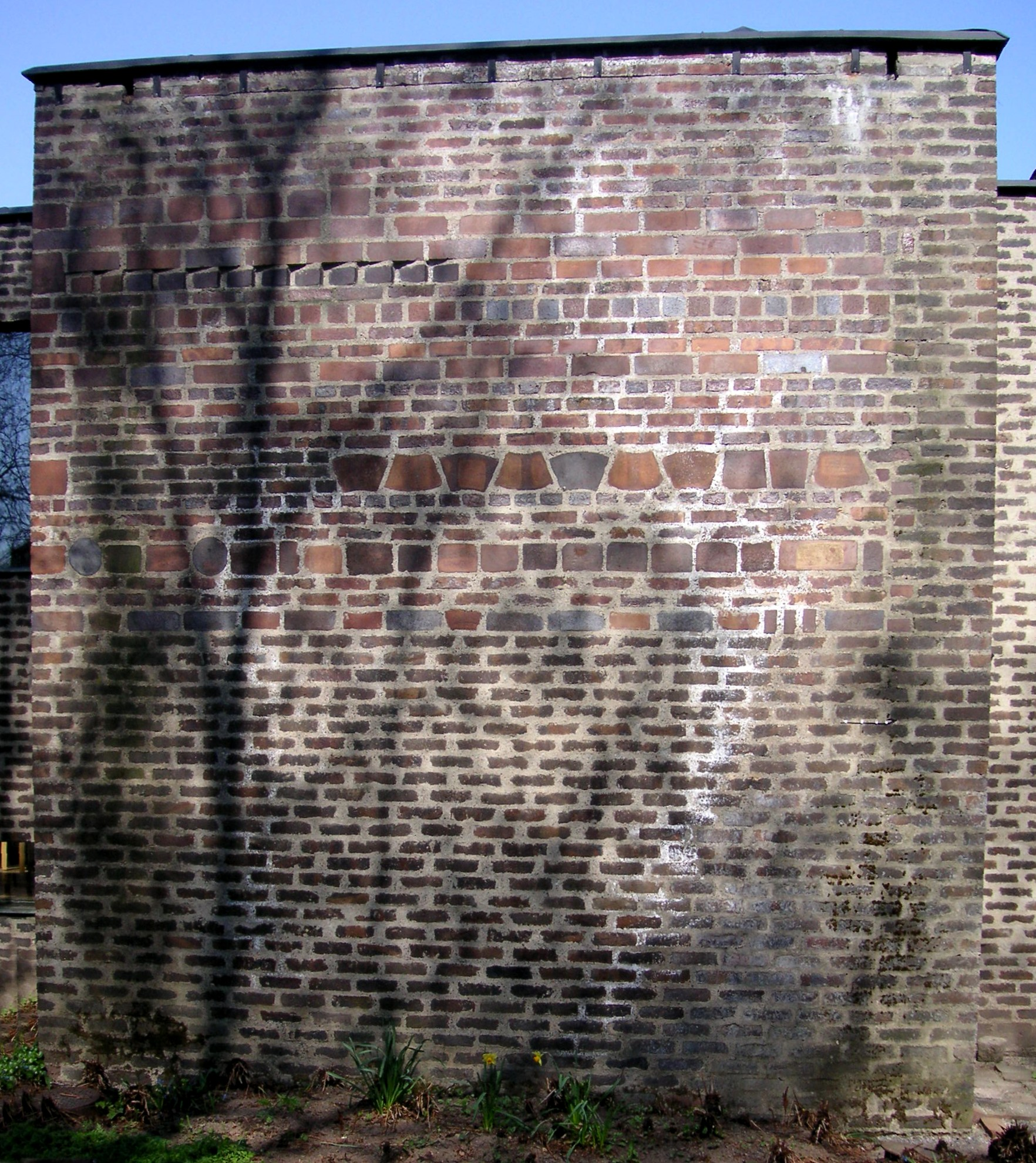
Ein Mauerwerksdetail
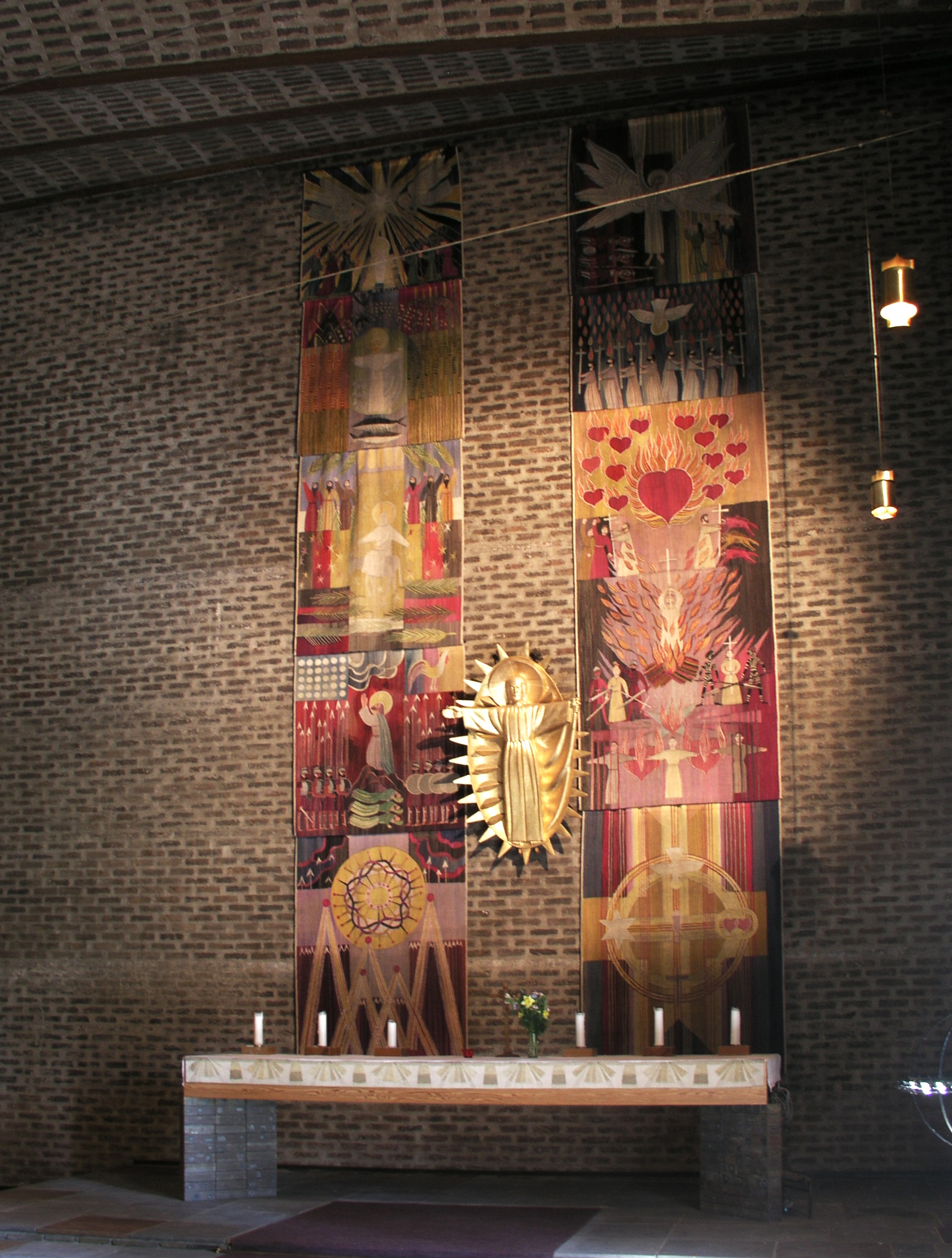
Der Altar
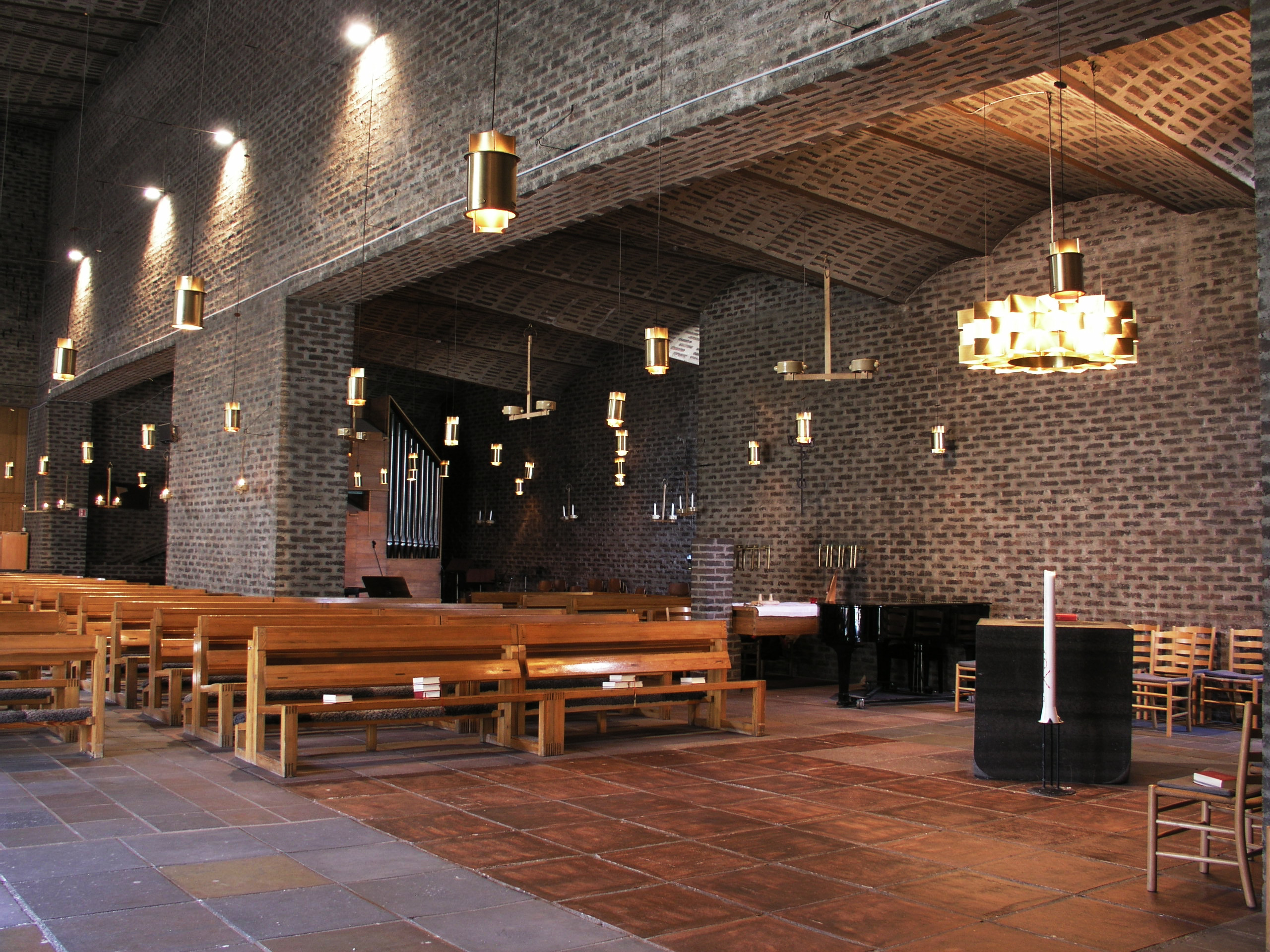
Der Kirchenraum